# Zawadów (rejon stryjski)
Zawadów (ukr. Завадів) – wieś na Ukrainie, w rejonie stryjskim obwodu lwowskiego. Wieś liczy 1197 mieszkańców.

## Historia
Wieś Zawadow położona na przełomie XVI i XVII wieku w powiecie stryjskim ziemi przemyskiej województwa ruskiego, w drugiej połowie XVII wieku należała do starostwa stryjskiego. 
Do 1929 majątek w Hołobutowie posiadał Artur Goldhammer. Za II Rzeczypospolitej do 1934 samodzielna gmina jednostkowa. Następnie należała do zbiorowej wiejskiej gminy Grabowiec Stryjski w powiecie stryjskim w woj. stanisławowskiem. Po wojnie wieś weszła w struktury administracyjne Związku Radzieckiego.